# Tamannaah Bhatia
Tamannaah Bhatia (uitspraakⓘ; geboren 21 december 1989), is een Indiaas actrice. Tamannaah heeft in ongeveer 75 films gespeeld, vooral in het Telugu en Tamil, maar ook in het Hindi.

## Carrière
In 2005, op vijftienjarige leeftijd, maakte Tamannaah haar acteerdebuut in de Hindi film Chand Sa Roshan Chehra. In hetzelfde jaar verscheen ze in het album "Lafzon main". Eind 2005 maakte Tamannaah haar acteerdebuut in de Telugu film Sri, en het jaar daarop verscheen ze in haar eerste Tamil-film, Kedi. In 2007 speelde ze in twee dramafilms: Happy Days in Telugu en Kallori in Tamil.
Haar projecten omvatten de redelijk succesvolle Tamil-films: Ayan (2009), Paiyaa (2010), Siruthai (2011), Veeram (2014), Dharma Durai (2016), Devi (2016), Sketch (2018). Haar Telugu-films omvatten: 100% Love (2011), Oosaravelli (2011), Racha (2012), Tadaka (2013), Baahubali: The Beginning (2015), Bengal Tiger (2015), Oopiri (2016), Baahubali 2: The Conclusion (2017), F2: Fun and Frustration (2019) en Sye Raa Narasimha Reddy (2019). Ze vestigde zich dus als een van de toonaangevende hedendaagse actrices in de Tamil,- en Telugu-filmindustrie. Ze is een van de best betaalde actrices in de Zuid-Indiase filmindustrie van de 21e eeuw.